# Veit Jakob Tänzl

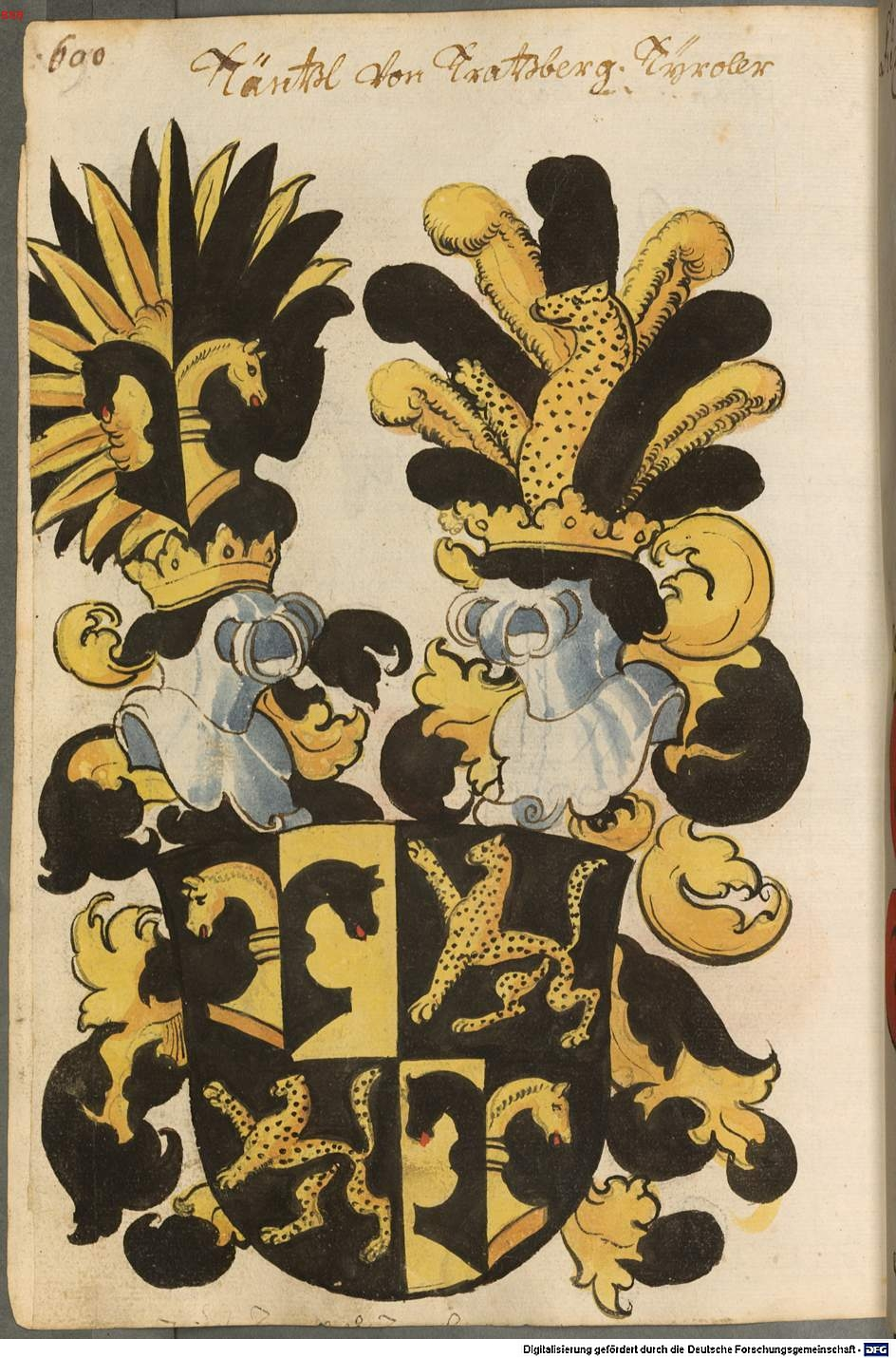
Wappen der Tänzl von Tratzberg im Scheiblerschen Wappenbuch

Veit Jakob Tänzl (* um 1465; † 16. April 1530 in Schwaz) war ein vermögender Bergbauunternehmer, Stifter und Mäzen. 

## Leben
Er war der Sohn des Bergbauunternehmers Christian Tänzl († 1491) und dessen Ehefrau Anna geb. Hofer. Den Grundstein des Vermögens seiner Familie legte sein Großvater, der Schwazer Gewerke und Bürger von Innsbruck Jakob Tänzl. Elisabeth Tänzl die Bartholomäus von Firmian auf Englar heiratete, war seine Schwester. Veit Jakob Tänzl führte seit 1491 den Betrieb seines Vaters zusammen mit seinem Bruder Simon († 1525). Im Silberhandel konkurrierte er mit den mächtigen Fuggern, konnten sich jedoch gegen diese nicht behaupten. 1499 erwarb er  Schloss Tratzberg, das ihm König Maximilian I. im Tausch gegen die Burg Berneck im Kaunertal überließ. Am 1. Februar 1502 erhob König Maximilian I. Veit Jakob und Simon Tänzl mit dem Prädikat "von Tratzberg" in den Adelsstand und genehmigte ihnen eine Wappenmehrung. 1498 verpfändete ihm der Tiroler Landesfürst die Pflegschaft von Imst und von 1503 bis 1515 fungierte er als Pfleger von Rottenburg. Auf sein Betreiben wurde 1507 das Franziskanerkloster Schwaz gegründet. Im selben Jahr kaufte er das Schloss Reichersbeuren. 1511 erfolgte die Aufnahme in die Tiroler Adelsmatrikel. Durch den Lebensstil Veit Jakobs und Misswirtschaft seiner Faktoren ging sein Unternehmen 1525 Konkurs. Ein Teil wurde darauf von seinen Neffen Kaspar Joachim († 1553) und Hans Jakob Tänzl († 1536) fortgeführt, bis auch diese als eine der letzten einheimischen Gewerken 1552 Konkurs anmelden mussten. Veit Jakob Tänzl ist in der Pfarrkirche Mariä Himmelfahrt bestattet.

## Familie
Veit Jakob Tänzl war mit Anna Rindschait verheiratet, deren Familie aus der Steiermark stammte. Aus der Ehe gingen drei Kinder hervor.   